# Farmakos
Farmakos (řecky: φαρμακός, množné číslo farmakoi; latinsky: pharmakos) byl ve starověkém Řecku člověk, určený k magickému očištění obce. 

## Obřad
K očišťování obce sloužil veřejný obřad, podle náboženského předpisu, který v 5. století př. n. l. sepsal Nikomachos v Aténách. Obřad byl organizovaný zpravidla jednou ročně, při slavnosti 11. měsíce, zvané thargylia, ve svátek bohů Apollóna a Artemis, tj. mezi 19. květnem a 19. červnem. Uskutečnil se při shromáždění všech občanů. Vybraný člověk byl obětován tak, že byl buď zabit, nebo z obce vyhnán. Představitelé správy obce k tomu účelu zpravidla vybrali zločince nebo člověka tělesně postiženého.. Obvyklý byl výběr dvou osob jednoho muže a jedné ženy, pokud se žena nenašla, byl druhou osobou muž v ženských šatech. Očištění (purifikace) mělo obci pomoci univerzálně, nebo příležitostně: od neúrody, hladu, epidemie, či přírodních katastrof.

## Etymologie
Z tohoto slova jsou odvozeny lékařský a lékárnický termín farmaka pro utišující prostředky a farmacie pro obor zabývající se těmito prostředky.